# Ediție princeps

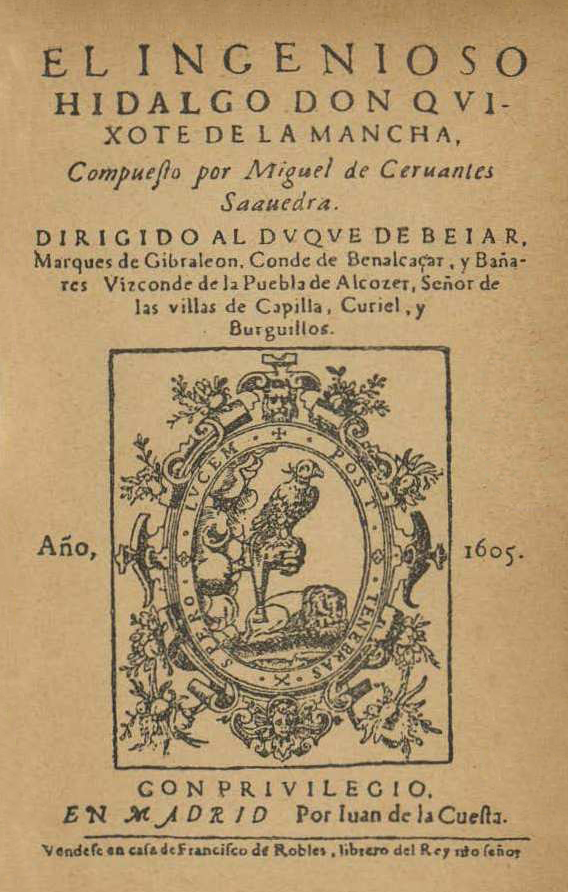
Pagina de titlu a romanului Don Quijote, ediție princeps tipărită la Madrid de către Juan de la Cuesta în 1605

Ediția princeps (după expresia latină editio princeps) este denumită prima ediție tipărită a unei opere literare, care a existat anterior doar ca manuscris și a circulat în unele cazuri doar sub formă de exemplare copiate manual.
Inițial, edițiile princeps se refereau în special la opere literare clasice scrise în epoca antichității greco-romane, apoi utilizarea acestei expresii a fost extinsă pentru a cuprinde toate operele literare medievale occidentale. 
De exemplu, edițiile princeps ale lui Homer sunt cele tipărite de Demetrius Chalcondyles în 1488. Cele mai importante texte ale autorilor clasici greci și romani au fost tipărite în cea mai mare parte în ediții princeps în jurul anului 1500; presa tipografică însăși a fost introdusă în Europa în jurul anului 1440, la două secole după inventarea ei în Asia de Est în jurul anului 1234.
Expresia a fost extinsă de mult timp de istoricii literari la opere literare contemporane care nu au nicio legătură cu operele literare antice grecești sau latine. În prezent, se vorbește în mod normal de „ediție princeps” în legătură cu opere literare prestigioase și studii academice semnificative, care au fost reeditate în decursul timpului de mai multe ori.